# Upper Eddington
Upper Eddington – osada w Anglii, w hrabstwie ceremonialnym Berkshire, w dystrykcie (unitary authority) West Berkshire. Leży 38 km na zachód od centrum miasta Reading i 97 km na zachód od centrum Londynu.